# ウスコミミガイ

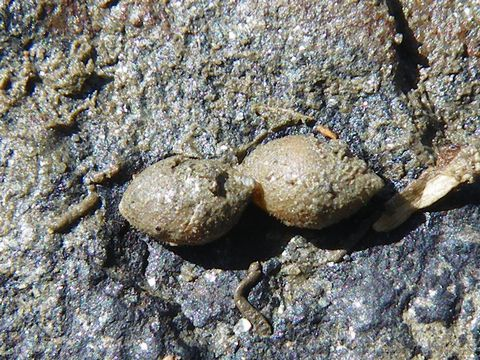
転石下に潜んでいた2個体。左と下に紐状の糞がある

ウスコミミガイ（薄小耳貝）、学名 Laemodonta exaratoides は、有肺目オカミミガイ科に分類される巻貝の一種。日本列島と朝鮮半島南部に分布する微小な巻貝で、内湾海岸の潮間帯上部に生息する。
成貝は殻長5-7mmほど。貝殻は太い紡錘形・黄褐色・薄質で、表面には細かい螺肋がある。殻底中央には小さく窪んだ臍孔があり、その周囲に縫帯が盛り上がる。殻口には内唇2歯・軸唇1歯・外唇内側1歯の計4個の歯があるが、どれもそれほど発達せず、殻口は比較的広い。若い個体の殻表には短毛があるが成体では目立たなくなり、全くなくなる個体も多い。老成個体では殻表が磨耗して毛と螺肋が失われ、色も白くなったものも見られる。
同属のクリイロコミミガイ L. siamensis、マキスジコミミガイ L. monilifera 等とよく似ているが、クリイロコミミガイは殻がラグビーボール形で殻頂が欠けること、マキスジコミミガイは殻が厚質で殻口の歯が大きいことで区別できる。生息環境も内湾性のクリイロコミミガイ、外洋性のマキスジコミミガイ、その中間の本種で棲み分けるが、本種はどちらとも共存できる。
岩手県以南の本州・四国・九州・南西諸島、および朝鮮半島南部に分布する。日本の海産オカミミガイ類としてはナギサノシタタリ Microtralia acteocinoides に次いで分布域が広いが、日本以外での記録が少ない。
波静かな内湾海岸の潮間帯上部に生息するが、砂泥干潟から外洋に面した小さな入江まで比較的幅広く見られる。大きな転石の下など、温度と湿度が保たれた物陰に潜んでおり、地上を這うことはまずない。生息域ではカタツムリに似た短い紐状の糞が見られる。同所的に見られる貝はイシダタミ、アマガイ、タマキビ、ウミニナ、シイノミミミガイ、ナギサノシタタリ、カハタレカワザンショウ等、貝類以外にはフナムシ、イソカニダマシ、フタバカクガニ、ケフサイソガニ等が見られる。
本種も他のオカミミガイ類と同様に雌雄同体で、他個体との交尾で両方が産卵する。日本での繁殖期は夏で、生息する転石の裏等に土で固めたドーナツ状の卵嚢を産みつける。

## 人間との関係
- 準絶滅危惧（NT）（環境省レッドリスト）

- 県別レッドリスト
  - 絶滅危惧I類 - 静岡県・兵庫県・宮崎県
  - 絶滅危惧II類 - 香川県・福岡県・大分県・長崎県
  - 準絶滅危惧 - 愛知県・三重県・岡山県・佐賀県・熊本県
- 「長崎県未来環境条例」が指定する「希少野生動植物種」 - 2009年[6]

本種は日本産オカミミガイ類では分布域が広く、適応環境も多様で、生息地・個体数とも比較的多い。しかし生息地となる海岸の潮間帯上部はコンクリート護岸の建設などで改変されやすく、各地で生息地が消失している。日本の環境省が作成した貝類レッドリストでは2007年版から準絶滅危惧（NT）として掲載され、その他にも西日本各県が独自に作成したレッドリストで絶滅危惧種として挙げられている。